# Yohann Thuram-Ulien
Yohann Thuram-Ulien (Courcouronnes, 31 ottobre 1988) è un ex calciatore francese, di ruolo portiere.

## Biografia
È il cugino di Lilian Thuram.

## Carriera

### Nazionale
Ha giocato nelle nazionali giovanili francesi Under-20 ed Under-21. In seguito ha scelto di rappresentare Guadalupa, con cui ha preso parte alla CONCACAF Gold Cup 2021.

## Palmarès

### Club

#### Competizioni nazionali
- Coppa del Belgio: 1

Standard Liegi: 2015-2016